# Alexander Pusch
Alexander Pusch (né le 15 mai 1955 à Tauberbischofsheim en Allemagne est un escrimeur allemand pratiquant l’épée. Son titre majeur est d’être champion olympique à l’épée individuelle aux Jeux olympiques d'été de 1976 à Montréal.

## Palmarès
- Jeux olympiques
  -  Médaille d'or à l’épée individuelle en 1976 à Montréal
  -  Médaille d'or à l’épée par équipe en 1984 à Los Angeles
  -  Médaille d’argent à l’épée par équipe en 1976
  -  Médaille d’argent à l’épée par équipe en 1988 à Séoul
- Championnats du monde
  -  Médaille d'or à l’épée individuelle en 1975 à Budapest
  -  Médaille d'or à l’épée individuelle en 1978 à Hambourg
  -  Médaille d'or à l’épée par équipe en 1985 à Barcelone
  -  Médaille d'or à l’épée par équipe en 1986 à Sofia
  -  Médaille d’argent à l’épée par équipe en 1974 à Grenoble
  -  Médaille d’argent à l’épée par équipe en 1975 à Budapest
  -  Médaille d’argent à l’épée par équipe en 1979 à Melbourne
  -  Médaille d’argent à l’épée par équipe en 1983 à Vienne
  -  Médaille d’argent à l’épée par équipe en 1987 à Lausanne